# بورس (کالبدشناسی)
بورس یا کیسه سینوویال (به انگلیسی: Bursa or Synovial bursa) کیسه‌ای لیفی (فیبروز) است، حاوی مایع سینوویال که بین دو بافت مجاور هم قرارمی گیرد و باعث تسهیل حرکات آنها نسبت به هم می‌گردد. یک بورس ممکن است میان استخوان و پوست یا دو ماهیچه واقع شود. گاهی بین تاندون عضلات و استخوان قرارمی گیرد.
بورس‌ها در اطراف مفاصل وجود دارند، که ممکن است با حفره مفصلی  ارتباط داشته باشند یا فاقد ارتباط باشند. مایع بورس باعث لغزندگی سطوح بافتی کنار هم می‌گردد و با کاهش اصطکاک، حرکات بافت‌ها را نسبت به یکدیگر آسان می‌کند.

## بورسیت
به التهاب بورس به هر دلیلی، بورسیت  می‌گویند. استفاده بیش از حد از عناصری که در مجاور بورس قرارمی گیرند، ممکن است باعث بورسیت گردد. در مواردی دیگر، بورسیت به علت ضربه‌های مستقیم به آن اتفاق می‌افتد.